# Rodrigo Ramírez Pimentel
Rodrigo Ramírez Pimentel (4 de junio de 1945-4 de septiembre de 2022) fue un pintor mexicano. Participó en más de 30 exposiciones individuales y una extensa cantidad de exposiciones colectivas en todo el mundo.

## Su vida y formación
Nacido en Zináparo, Michoacán, México, el 4 de junio de 1945.
En 1964 ingresa a la carrera de artes plásticas en la Antigua Academia de San Carlos de la Universidad Nacional Autónoma de México en la Ciudad de México donde tuvo como maestros a Luis Nishisawa, Francisco Moreno Capdevila, Celia Calderón, Manuel Herrera Cartalla, David Alfaro Siqueiros y Santos Balmori.
Su primera exposición individual se llevó a cabo en 1970 “Dibujos, pinturas y grabados de Rodrigo R. Pimentel” en el Instituto de Lenguas Modernas de San Ángel en la Ciudad de México. 
En 1972, fungió como ayudante en el taller de grabado del maestro Francisco Moreno Capdevilla  y dos años más tarde fue maestro de arte en la sección escolar del Museo Nacional de Antropología e Historia.

## Trayectoria
Entre sus exposiciones individuales y colectivas podemos destacar las siguientes:
“Retrospección” (1984), en el Instituto de Cultura, en Morelia, Michoacán, la Bienal de Pintura Rufino Tamayo (1988), 
“8 Contemporary Mexican Artists” Oaxaca, México (1991), 
“Le Futur Composé (Artistes Neo-Figuratifs du Mexique)” en la Iturralde Gallery en Los Ángeles, California, E.U.A.,(1992), 
"El Carnaval de los Símbolos"Maison de L’Amerique Latine en París, Francia, (2000), 
“Pintores Mexicanos” en la  Fundación Muró, Monterrey, Nuevo León, (2001) y Galería de Bellas Artes en la Universidad del Sur de Colorado, E.U.A.,
“El hombre al desnudo. Dimensiones de la masculinidad a partir de 1800” en la  (2014), en el Museo Nacional de Arte (MUNAL) en la Ciudad de México, “Día de muertos. Espiritual legacy” en el National Museum of Mexican Art (2018) en Chicago, Estados Unidos,
“Banquete Mexicano. Festín de los sabores” (2022), en el Museo Nacional de Arte en la Ciudad de México y por supuesto su exhibición individual en el “Testigos ausentes” Museo del Palacio de Bellas Artes, 1995. exposición individual.
"Trasmutaciones. Rodrigo Pimentel" (2023-2024), en el Museo Nacional de Arte en la Ciudad de México en una exposición individual con motivo de su muerte en 2022 se habre este homenaje que fue marco de varias conferencias sobre su obra.

## Obra
Su producción plástica es vasta y en sus comienzos tuvo una época de abstracción para luego convertirse en un pintor figurativo.
Su obra se encuentra en las colecciones de varios museos del mundo como el Museo de Arte Moderno (MAM) de la Ciudad de México, el Museo de la Secretaría de Hacienda y Crédito Público, el Museo Ex Convento del Carmen de San Ángel y también de otros estados de la República, como el  Museo de Arte de Querétaro, el Museo de Arte Contemporáneo de Monterrey (MARCO) en Monterrey, Nuevo León, el Museo Amparo de Puebla, el Museo Planetario de Tabasco, el Museo Patrimonio Artístico de Coahuila e internacionalmente en el Museo Deautshe Brot Museum Ulm en Alemania y la Colección Andrés Blaisten, el Periódico Milenio entre otras colecciones particulares.
Su obra se caracteriza por el uso del color muy particular, siendo sus temas más recurrentes, la máscara, el nopal, la corona de espinas, símbolos y dioses de la cultura prehispánica, la naturaleza, el paisaje, específicamente los volcanes, los nahuales, entre otros, son los principales elementos con los que crea una cosmogonía propia y una particular visión del nacionalismo.

## Casa de cultura de Zináparo, Michoacán
Murió el 4 de septiembre de 2022 a los 77 años en la Ciudad de México habiéndose ganado el reconocimiento de diversos críticos de arte, artistas y coleccionistas. La casa de Cultura de Zináparo, Michoacán, su lugar de nacimiento, lleva su nombre, homenaje que se le rindió en vida en 2018.